# Elaeocarpus sallehianus
Elaeocarpus sallehianus är en tvåhjärtbladig växtart som beskrevs av F.S.P. Ng. Elaeocarpus sallehianus ingår i släktet Elaeocarpus och familjen Elaeocarpaceae. Inga underarter finns listade i Catalogue of Life.